# Апшеронский порог

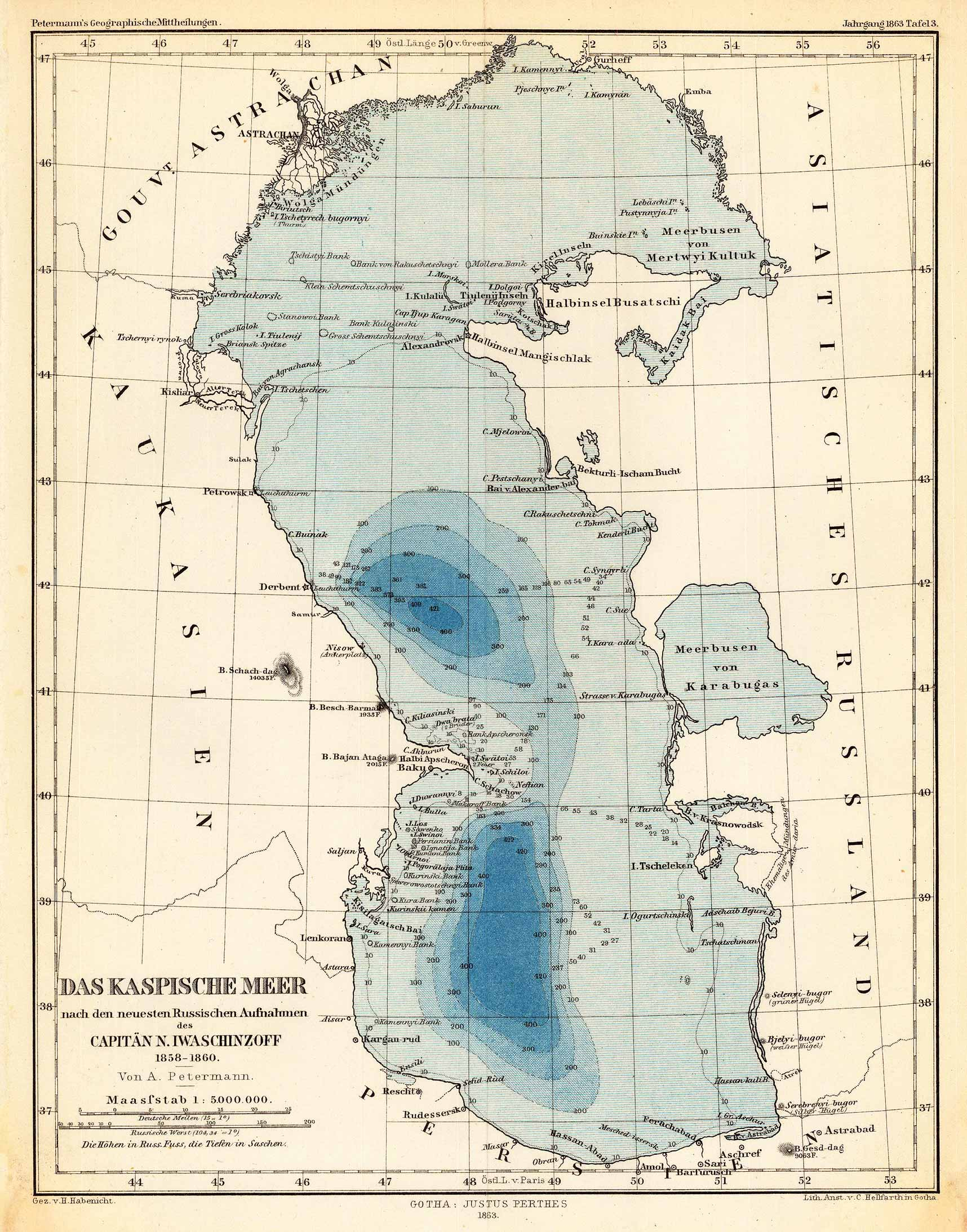
Каспийское море, карта Николая Ивашинцова, 1858–1860 гг.

Апшеронский порог или Апшеронский хребет — важный подводный хребет, пересекающий Каспийское море к северу от 40° северной широты. Батиметрическая высота проходит более 250 км по Каспийскому морю от столицы Азербайджана Баку и от Апшеронского полуострова до полуострова Челекен в Туркменистане в северо-западно-юго-восточном направлении. Порог представляет собой продолжение Большого Кавказа, разделяющее центральный и южный бассейны Каспийского моря. Считается, что это поверхностное изображение зоны субдукции северо-восточного простирания вдоль океанической коры Южно-Каспийского бассейна. Океаническая кора Южно-Каспийского бассейна проталкивается здесь под Центральный Каспий как часть сложной зоны континентального столкновения между Аравийской и Евразийской плитами.